# لانگه‌راک، هلند جنوبی
لانگه‌راک، هلند جنوبی (به هلندی: Langerak) یک منطقهٔ مسکونی در هلند است که در مولن‌وارد واقع شده‌است. لانگه‌راک ۱٬۷۳۰ نفر جمعیت دارد.